# Hypsipetes rufigularis
El bulbul gorgirrufo (Hypsipetes rufigularis) es una especie de ave paseriforme de la familia Pycnonotidae endémica del sur de Filipinas.

## Taxonomía
El bulbul gorgirrufo fue descrito científicamente por Richard Bowdler Sharpe, dentro del género Hypsipetes, en 1877. Posteriormente fue trasladado al género Ixos. En el pasado algunos taxónomos lo clasificaron en el género Iole y también fue considerado una subespecie del bulbul filipino. En 2010 volvió a clasificarse en el género Hypsipetes.

## Distribución y hábitat
Se localiza en el sur de Filipinas: en el noroeste de la isla de Mindanao, incluida la península de Zamboanga, y en la isla de Basilán. Su hábitat natural son los bosques húmedos tropicales. Está amenazado por la pérdida de hábitat.